# Dorothea Eckardt
Dorothea Eckardt (* 25. August 1903 in Stockholm als Dorothea von Schwerin; † 5. Oktober 1974 in Hamburg) war eine deutsche  Journalistin und Frauenrechtlerin.

## Herkunft
Ihr Vater war der Jurist, Legationsrat und Landwirt Albert Constantin von Schwerin (1870–1956). Ihre Mutter war Enole Marie, geb. von Mendelssohn-Bartholdy (1878–1947), die Tochter des Privatbankiers Ernst von Mendelssohn-Bartholdy. Dorothea hatte sechs Geschwister.

## Wirken
Ihre Inaugural-Dissertation publizierte sie 1926 in Freiburg zum Thema „Der ostdeutsche Getreidemarkt und seine Umgestaltung nach dem Weltkrieg“. 1927 ehelichte sie Wilhelm Eckardt. Nach 1945 war sie zunächst tätig als Wirtschaftsjournalistin bei der Deutschen Presseagentur (dpa).
Sie gehörte zu den Gründungsmitgliedern der 1948 wieder gegründeten Freien Demokratischen Partei (FDP). Zudem gehörte sie im gleichen Jahr zu den Mitbegründerinnen des wiedergegründeten Akademikerinnenbundes Hamburg, deren Erste Vorsitzende sie 
von 1964 bis 1968 wurde. Auch war sie zeitweise Erste Vorsitzende des Hamburger Frauenrings und Vorsitzende der in den 1950er Jahren gegründeten Stiftung Hamburger Studentinnenheime, aus der das Amalie-Dietrich-Haus in Hamburg-Rotherbaum hervorging – das erste Studentinnen Wohnheim in Hamburg. Weiters war sie ab 1972 Präsidentin des Landesverbandes Hamburg in der Deutschlandzentrale der Welt-Organisation der Mütter aller Nationen (W.O.M.A.N.).

## Ehrungen
1973 wurde ihr das Große Bundesverdienstkreuz verliehen. Vom Garten der Frauen e. V. wurde sie aufgenommen in die Erinnerungsspirale.

## Schriften (Auswahl)
- Freundinnen junger Mädchen, Südkurier vom 29. August 1951
- Ehe und Familie, Unsere Kinder sind nicht gesund genug, Frauendienst, Jg. 11 vom 13. März 1959
- Fünfzehn Jahre Gleichberechtigung der Frau, Deutscher Wochenspiegel vom 14. August 1968